# Guzy
Guzy este o arie protejată (sit de importanță comunitară — SCI) din Polonia întinsă pe o suprafață de 115,23 ha, integral pe uscat.

## Localizare
Centrul sitului Guzy este situat la coordonatele 54°08′50″N 18°19′51″E / 54.1473°N 18.3308°E.

## Înființare
Situl Guzy a fost declarat sit de importanță comunitară în octombrie 2009 pentru a proteja 1 specie de animale.

## Biodiversitate
Situată în ecoregiunea continentală, aria protejată conține 1 habitat natural: Lacuri și iazuri distrofice naturale.
La baza desemnării sitului se află o specie protejată de  pești: Rhynchocypris percnurus.